# Inhale/Exhale
Inhale/Exhale è un album in studio del gruppo musicale grindcore svedese Nasum, pubblicato nel 1998 dalla Relapse Records.

## Tracce
1. This Is... – 0:24
2. The Masked Face – 1:51
3. Digging In – 0:18
4. Time to Act! – 1:21
5. Disdain and Contempt – 0:32
6. I See Lies – 1:10
7. Inhale/Exhale – 1:35
8. Too Naked To Distort – 0:48
9. There's No Escape – 1:40
10. The Rest Is Over – 1:09
11. Disappointed – 1:08
12. Lägg om! – 0:18
13. You're Obsolete – 1:11
14. Tested – 1:20
15. Shapeshifter – 1:09
16. Feed Them, Kill Them, Skin Them – 0:50
17. When Science Fails – 1:49
18. Closing In – 1:00
19. The World That You Made – 0:57
20. The System Has Failed Again – 0:33
21. For What Cause – 1:01
22. Fullmatad – 0:54
23. Screwed – 0:41
24. Shaping the End – 2:22
25. The New Firing Squad – 0:58
26. No Sign of Improvement – 1:46
27. My Philosophy – 0:56
28. I'm Not Silent – 0:49
29. The Breathing Furnace – 1:21
30. Information Is Free – 1:27
31. Burning Inside – 1:33
32. A Request for Guidance – 0:47
33. Grey – 1:04
34. Worldcraft – 2:34
35. It's Never Too Late – 0:33
36. Du är bevakad – 1:09
37. Blinded – 0:39
38. Can de Lach – 3:13

## Formazione
- Mieszko Talarczyk - voce, chitarra e basso
- Anders Jakobson - voce e batteria